# Heinke Hüttmann
Heinke Hüttmann ist eine deutsche Schauspielerin.

## Leben
Heinke Hüttmanns Schauspieldebüt war 1993 die Rolle der Karin Becker in Gute Zeiten, schlechte Zeiten, welche schon ein Jahr zuvor von Lena Ehlers verkörpert wurde. Danach folgten Fernsehauftritte in Siebenstein (1994) und Drei Frauen und (k)ein Mann.

## Filmografie
- 1993: Gute Zeiten, schlechte Zeiten Karin Becker #2
- 1994: Siebenstein als Tänzerin
- 1995: Drei Frauen und (k)ein Mann als Jenny Lissot